# CAIC Z-10
Z-10 (kitajsko: 直-10  直升机) je kitajski dvomotorni jurišni helikopter. Primarno je zasnovan za protitankovski boj in uničevanje kopenskih enot, ima pa tudi rakete zrak-zrak. Zasnovalo in proizvaja ga podjetje Changhe Aircraft Industries Corporation (CAIC).

## Zgodovina
Leta 1979 je Kitajska odločila, da je najboljše orožje za protioklepni boj - helikopter. Oborožili so 8 helikopterjev Aérospatiale Gazelle z raketami Euromissile HOT. Kitajska je tudi preiskusila Agusta A129 Mangusta. Leta 1988 podpisala pogodbo z ZDA za AH-1 Cobra in licenčno izdelavo raket BGM-71 TOW. Po protestih na Tiananmen ploščadi 1989 je ZDA uvedla embargo in posel je propadel. Tudi Rusi in Bulgari so zavrnili prodajo helikopterjev Mil Mi-24.
Potem so zbrali ekipo inženirjev (武装直升机开发工作小组) za razvoj novega helikopterja. Poleti leta 1999 je AVIC II začel testirati sisteme Z-10 na platformi CAMC Z-8. Južna Afrika je pomagala z izkušnjami, ki jih je imela od Denel Rooivalk, vendar se je leta 2001 umaknila.
Kitajci so hoteli tudi bolj moderno protitankovsko raketo kot npr. AGM-114 Hellfire, namesto BGM-71 TOW. Leta 2000 so Kitajci hoteli kupiti ruske helikopterje Kamov Ka-50 in pred njim še Mil Mi-28, oba neuspešno.

## Tehnične specifikacije (okvirne)
- Posadka: 2
- Dolžina: 14,15 m
- Premer rotorja: 13,0 m
- Višina: 3,85 m
- Prazna teža: 5 540 kg
- Naložena teža: 7 000 kg
- Uporaben tovor: 1 500 kg
- Maks. vzletna teža: 7 000+ kg
- Motorji: 2 × WZ-9 turbogredni, 1000 kw (1350 KM) vsak

- Maks. hitrost: 300+ km/h
- Potovalna hitrost: 270+ km/h
- Dolet: 800+ km
- Višina leta (servisna): 6 400 m
- Hitrost vzpenjanja: čez 15 m/s

- Orožje:
- Top: 23 mm ali 30 mm
- Nosilci za orožje: 4
- Rakete: 57 mm ali 90 mm nevodljive rakete
- Vodljive rakete: protitankovkse rakete HJ-10, HJ-8, HJ-9
- rakete zrak-zrak TY-90, PL-5, PL-7 ali PL-9

- Avionika:
- YH milimetrski radar
- Oprema za nočno gledanje in vizir na čeladi
- BM/KG300G motilni sistem
- Blue Sky navigacijski sistem
- KZ900 izvidniška oprema
- YH-96 za elektronsko bojevanje